# Смирнов Павло Васильович
Павло Васильович Смирнов (22 жовтня 1894, село Костома Галицького повіту Костромської губернії, тепер Галицького району Костромської області, Російська Федерація — 10 грудня 1954, місто Москва) — радянський державний діяч, народний комісар м'ясної і молочної промисловості СРСР, народний комісар харчової промисловості РРФСР. Член Центральної Ревізійної Комісії ВКП(б) у 1939—1952 роках. Депутат Верховної Ради СРСР 2-го скликання.

## Життєпис
Народився в селянській родині.
Трудову діяльність розпочав у 1905 році учнем столярної майстерні в місті Архангельську. З 1907 року працював теслею і столяром у приватних підрядників в Санкт-Петербурзі.
У 1915—1917 роках служив у російській імператорській армії, рядовий. Учасник Першої світової війни, двічі був поранений.
Член РСДРП(б) з березня 1917 року.
У січні 1918 — листопаді 1919 року — голова правління Галицької повітової спілки споживчої кооперації Костромської губернії; заступник Галицького повітового продовольчого комісара, заступник начальника постійно діючого продовольчого загону  в місті Галичі.
У листопаді 1919 — січні 1922 року — в Червоній армії: військовий комісар 31-го військово-будівельного загону в місті Пскові, начальник і військовий комісар 2-го управління військово-польових споруд Західного фронту в місті Вітебську.
Одночасно у 1920—1926 роках — слухач робітничого факультету імені М. Покровского при 1-му Московському університеті.
У січні 1922 — березні 1923 року — начальник відділу постачання Головного управління військового будівництва в Москві.
У 1923—1926 роках — інструктор, голова правління Бауманского районного товариства Московської спілки споживчих товариств.
У 1926—1930 роках — завідувач відділу швидкопсувних продуктів, завідувач м'ясного управління Московської спілки споживчих товариств; керуючий будівельного тресту; заступник голови правління Московської спілки споживчих товариств.
У 1930—1932 роках — студент будівельного факультету Промислової академії імені Сталіна в Москві.
У 1932—1935 роках — студент Московського інженерно-будівельного інституту.
У 1935—1937 роках — начальник і головний інженер будівництва Московського рибокомбінату Народного комісаріату харчової промисловості СРСР.
У листопаді 1937 — січні 1938 року — заступник начальника Головного управління будівництва Народного комісаріату харчової промисловості СРСР.
У грудні 1937 — липні 1938 року — заступник народного комісара харчової промисловості Російської РФСР.
У липні 1938 — січні 1939 року — народний комісар харчової промисловості Російської РФСР.
19 січня 1939 — 22 серпня 1946 року — народний комісар (з 19 березня 1946 року — міністр) м'ясної і молочної промисловості СРСР.
У жовтні 1946 — березні 1953 року — начальник Головного управління тваринницьких радгоспів Московської зони Міністерства м'ясної і молочної промисловості СРСР.
У травні 1953 — 10 грудня 1954 року — директор Державного інституту із проєктування підприємств м'ясної і молочної промисловості Міністерства легкої і харчової промисловості СРСР.
Помер 10 грудня 1954 року в Москві. Похований на Новодівочому цвинтарі Москви.

## Звання
- військовий інженер І-го рангу

## Нагороди
- орден Леніна
- орден Трудового Червоного Прапора
- орден Червоної Зірки
- медалі